# Feria de Tlaxcala
La Feria Nacional de Tlaxcala es una feria realizada anualmente en la ciudad de Tlaxcala de Xicohténcatl, se trata de la fiesta más grande e importante del municipio de Tlaxcala y de todo el estado. Es de tipo cultural, artística, comercial, turística, industrial, agrícola y ganadera. Toma lugar a finales del mes de octubre combinándose con la festividad del Día de Muertos y finaliza en los últimos días de noviembre. Su origen se remonta a las celebraciones religiosas de Nuestra Señora de la Asunción.

## Galería

Feria de Zacatelco
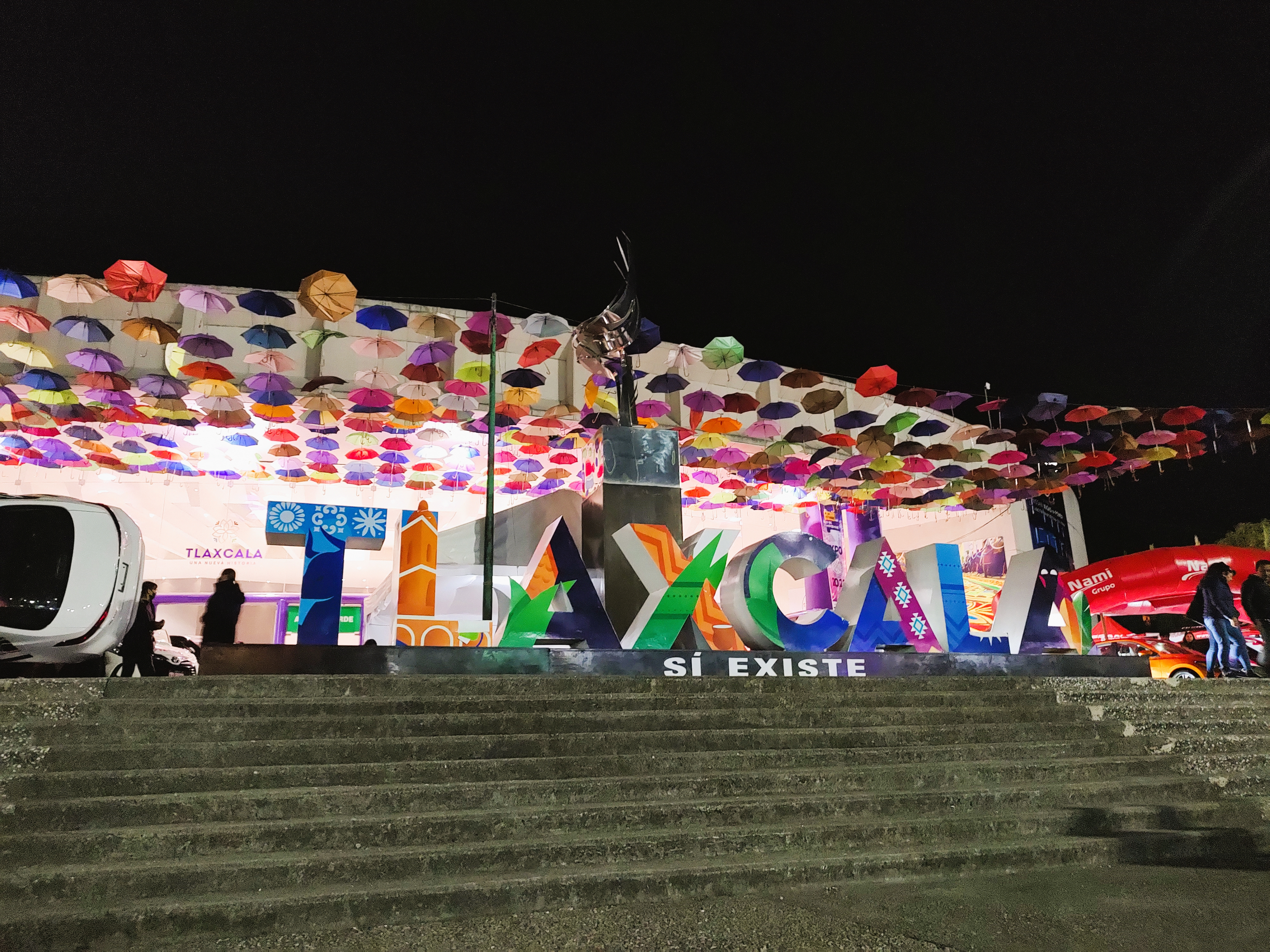
Letrero de bienvenida.
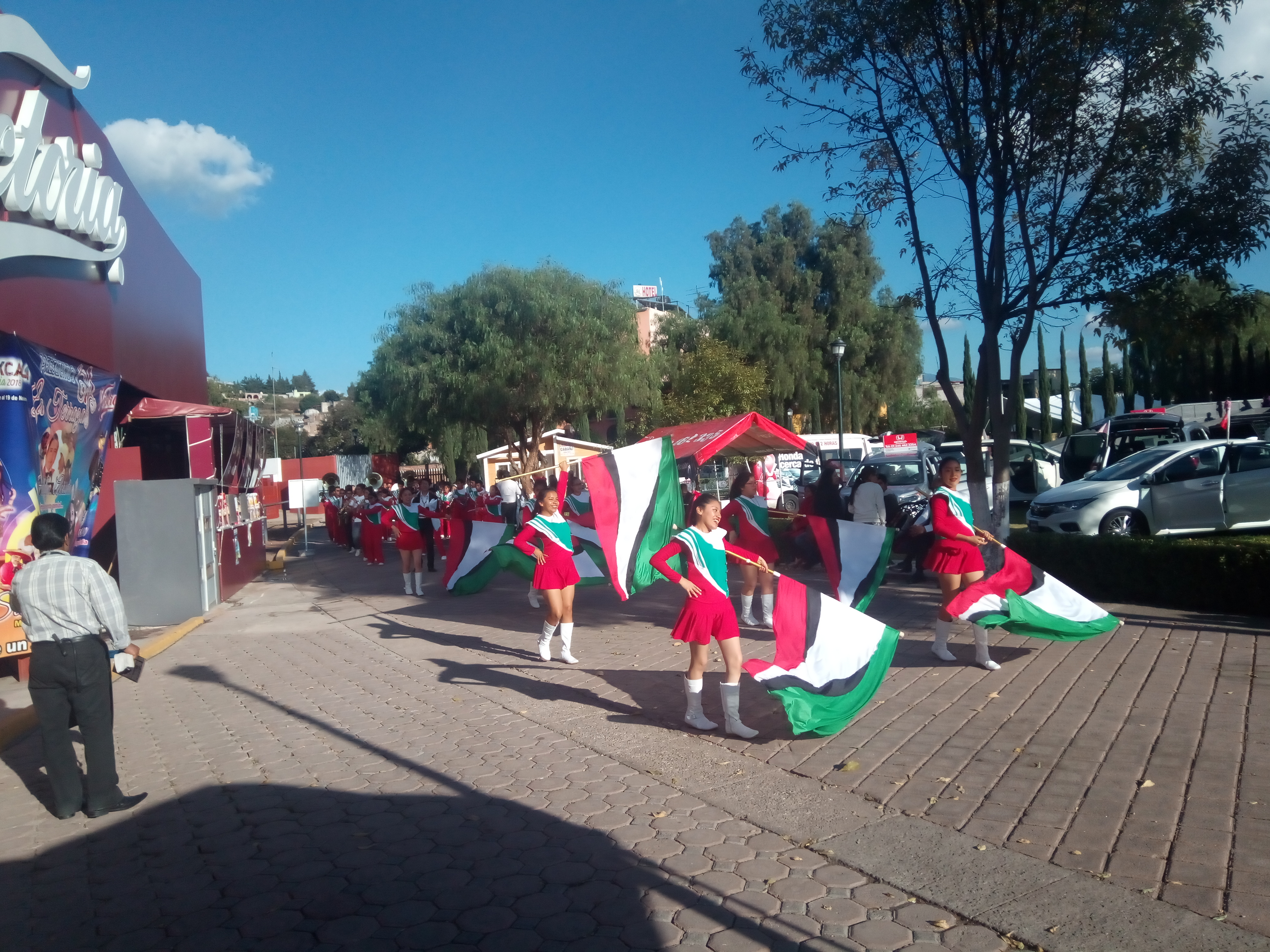
Desfile inaugural.
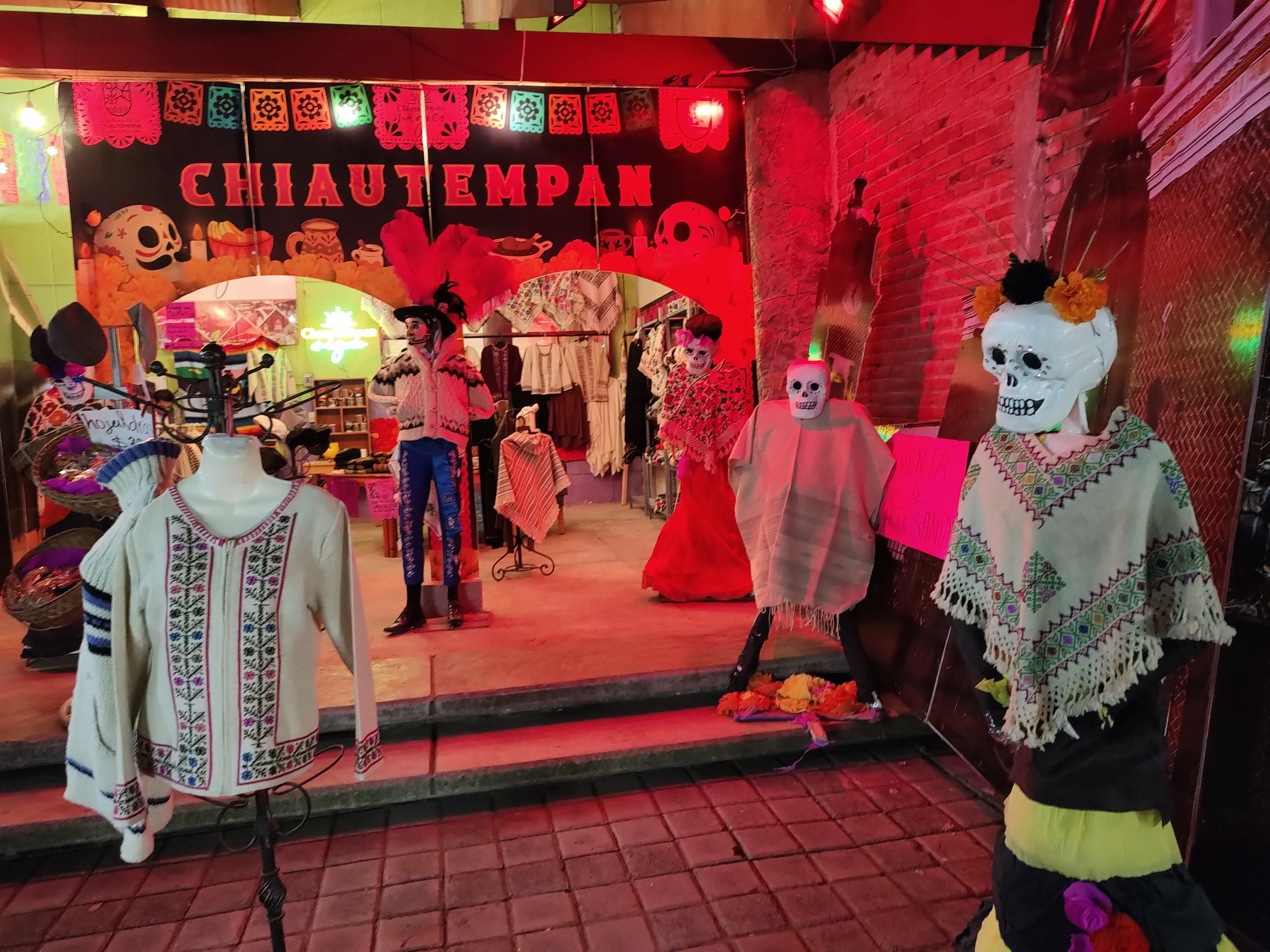
Área de artesanías.
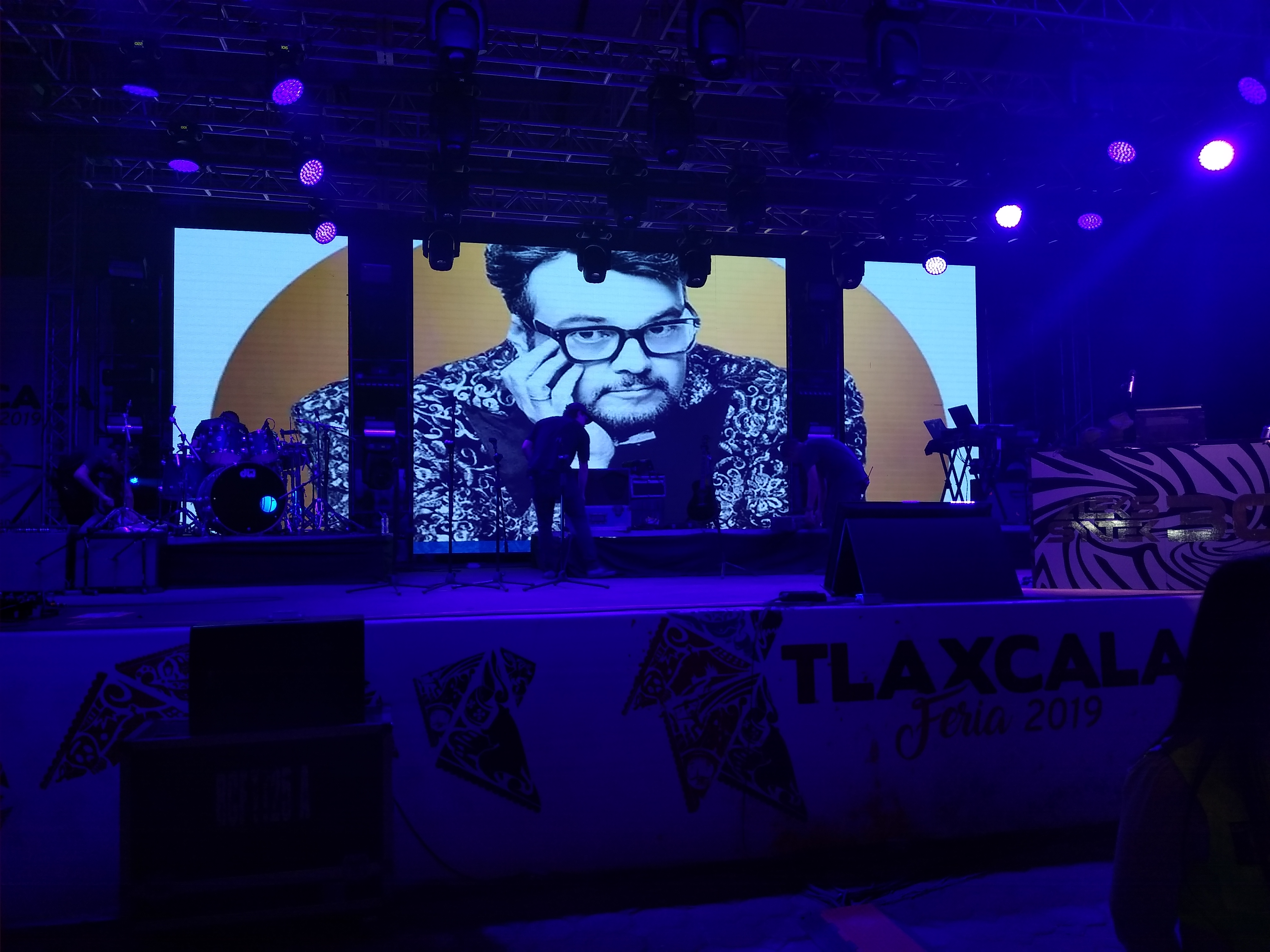
Foro artístico.
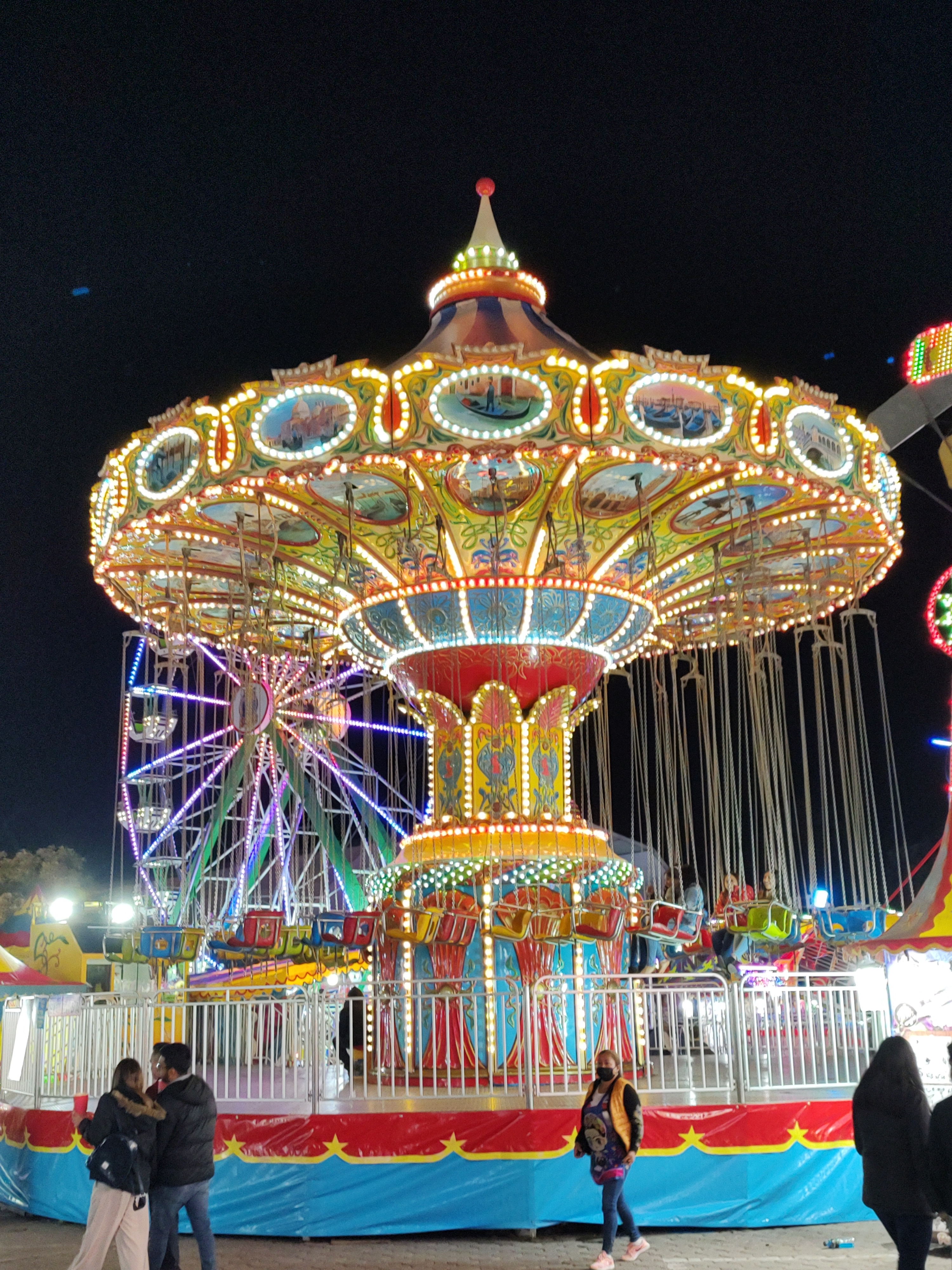
Juegos mecánicos.